# 슈프림팀
슈프림팀(Supreme Team)은 2007년에 결성되어 2013년부터 이센스가 아메바 컬쳐와 계약이 해지되어 활동이 중단된 힙합 듀오이다. 멤버는 Simon Dominic과 E SENS로 구성되었으며, 아메바컬쳐에 소속되어 있었다. 소속 크루는 지기 펠라즈와 일리스트 컨퓨젼이었다.
결성 이후 2008년, 다이나믹 듀오를 비롯한 여러 아티스트들의 곡에 피쳐링으로 참여하는 것을 시작으로 2009년, Supreme Team Guide To Excellent Adventure를 발매하였고, 타이틀 곡인 "Supermagic"으로 이름을 알리며 그 해, 2009년 MAMA 남자 그룹 신인상 부문에서 수상하였다. 이후 라디오 게스트 및 공연을 계속해오며 2010년에는 첫 정규 음반인 Supremier와 리패키지인 Spin Off를 발매하였고, 이후 다수의 디지털 싱글을 발표하였다. 2012년에는 E-Sens의 마리화나 흡연 사건으로 공백기를 겪다가 2013년, 디지털 싱글 Thanks 4 The Wait을 발매하며 복귀했으나, 2013년 7월 22일에 E-Sens와 아메바컬쳐의 계약 해지로 현재 활동이 중단되었다.

## 역사

### 만남에서 결성까지
이센스(E-Sens)와 사이먼 도미닉(Simon Dominic)은 각자 대구, 부산 힙합 씬에서 활동해오며 저마다의 입지를 굳혀오고 있었다. 이센스의 경우는 대구의 클럽 HEAVY 정기 공연 시리즈였던 힙합트레인의 주축 중 하나로 계속 활동해 왔으며, 2004년 엘큐가 프로듀싱한 Uncut & Pure !! 앨범 (플래닛 블랙과 E SENS의 합작 앨범) 을 통해 공식 데뷔하였으며, 전체적인 힙합 씬에 인지도를 쌓아갔다. 사이먼 도미닉의 경우는 어드스피치의 1집에 피쳐링한 것이 계기가 되어 힙합 씬의 주목할 만한 루키로 떠오르게 되었다. 이후 이 둘은 지기 펠라즈의 멤버가 되어 활동하였다.
둘이 팀으로 활동한 것은 2007년 6월 경, 열린 힙합 뮤지컬 "B Show"에서 부터였다. 서로의 호흡이 잘 맞는 것을 느낀 둘은 팀을 결성하였고, 이는 곧 지기 펠라즈를 통해 공식화되었다. 이들은 공연을 중심으로 활동하였고, 솔로나 팀으로 각종 음반에 참여하였다. 그러다 지기 펠라즈에서 탈퇴하였고, 얼마 안 가 아메바 컬쳐에 합류하여 많은 이들을 놀라게 하였다.

### 메인스트림 데뷔
아메바 컬쳐에 들어간 이후 다이나믹 듀오의 전폭적인 서포트를 받게 된 둘은, 다이나믹 듀오와 각종 공연에 함께하는 것은 물론 TV, 라디오 등에도 함께하였으며, "Beyond the Wall", "Trust Me'" 같은 콜라보도 여러번 있었다. 2009년 3월, 블루 브랜드 Vol.1에 참여하였으며 4월에는 이센스가 일리스트 컨퓨젼에 합류하면서 명실공히 슈프림 팀의 소속 크루는 일리스트 컨퓨젼이 되었으며, 같은 해 7월, 이들의 미니 음반 《Supreme Team Guide To Excellent Adventure》가 발표되었다. "Supermagic"을 타이틀곡으로 발매한 음반은 큰 인기를 얻지는 못하였으나, T를 비롯해 각종 광고 음악에 사용되며 인지도를 서서히 높여갔다. 그 해, 슈프림 팀은 2009년 MAMA 남자 그룹 신인상 부분을 수상하였다. 이후 《태연의 친한친구》 화요일 코너 〈학교전설〉 고정 게스트와 공연 활동을 늘려갔다. 2010년 3월, 자신들의 첫 번째 정규 음반인 Supremier를 발매하며 인지도를 높였고, 사이먼 도미닉은 MBC 《뜨거운 형제들》에 고정으로 출연하면서 예능으로까지 진출하였다. 이어 2010년 6월, 정규 1집 리패키지 음반인 Spin Off를 발매와 함께 블루 브랜드 음반에 참여하였으며, 8월 7일에는 첫 단독 콘서트를 진행하였다. 이후 9월 6일, 브라운 아이드 소울의 고영준과 함께 작업한 〈왜〉를 선공개하였으며 10월 1일, Ames Room을 공개하고 이어 10월 5일에 음반으로 발매하였다.

### 솔로 활동
2011년 중반에 들어 두 멤버는 각자 솔로 앨범 준비 중임을 밝히고, 그 중 Simon D의 앨범이 먼저 나올 것이 예고된 바가 있었다. E-Sens의 앨범이 그 뒤를 바로 이을 계획이었으나 10월 5일, 올해 초 그가 건강검진에서 폐 이상이 발견되어 활동을 중단했다는 소식이 뒤늦게 알려지면서 앨범 발매 일정이 불투명하게 되었다. 그러나 한 달이 지난 11월 2일, E-Sens는 소속사 건물에서 열린 기자회견에서, 대마초 흡연 사실을 고백하면서 팬들을 충격에 빠뜨렸다. 기자 회견에서 그는 1년여 동안 지인들로부터 입수한 대마초를 집에서 여러 차례 흡입하였으며, 이에 대한 책임을 지고 연예 활동을 중단하겠다는 뜻을 밝혔다. 이에 따라서 당분간은 Simon D만이 홀로 활동하게 되었다.
E-Sens의 정확한 복귀 시점은 아직 밝혀지지 않았으나 Simon D가 엠팩쇼 등 여러 공연에서 E-Sens가 컴백을 준비 중이며 12월 쯤에 슈프림 팀이 돌아올 것이라고 말하곤 하였다. 7월에는 개코가 아메바 컬쳐 컴필레이션이 준비 중에 있으며 이를 위한 회의 사진을 공개하였는데 여기에 E-Sens가 있어 팬들을 기대하게 하였다.

### 컴백과 활동 중단
오랜 시간 자숙 시간을 거쳤던 E-Sens는 Primary 앨범을 통해 솔로곡 〈독〉을 선보이면서 컴백이 얼마 남지 않았음을 알렸으며, 슈프림 팀은 2013년 3월, "2013 아메바후드 콘서트"에서 복귀 무대를 처음으로 가지고, 이어 19일 디지털 싱글을 발표하면서 완전히 컴백하였다. 팬들은 컴백을 반겼으나, 2013년 7월에 돌연 아메바 컬처 측에서 이센스와의 계약이 해지됐음을 알리면서 팬들에게 충격을 안겼다. E-Sens 본인도 트위터를 통해 "계약해지를 통보받았고 솔로로 활동할 것이다"고 표현하여, 본인 의사에 반하여 "퇴출"된 것이 아니냐는 추측이 있었으나, 아메바 컬쳐 측에서 이센스와의 음악적 방향 차이로 합의 하에 계약을 해지한 것이며, 슈프림 팀은 원래 프로젝트 팀이었기 때문에 해체라고 따로 말할 것은 없다고 해명하였다. 이어 Simon D도 트위터를 통해 "그게 센스가 행복해지는 유일한 길이었고 그 선택을 존중"한다며 "I.K. 안에서 각자가 잘 하는 걸 보여줄 수 있을 것"이라고 발언하여 계약 해지가 E-Sens의 결정이었음을 비쳤다.
사이먼 도미닉 측에서는 "슈프림팀이 해체된 것이 아니고, 잠깐 떨어져 있는 것"이라며 활동이 중단된 것이라고 밝혔으며, 향후 재결성 및 활동 재개하여 활동할 것이라고 설명하였다.
대표곡: 〈Supermagic〉, 〈나만 모르게〉, 〈Step Up〉, 〈땡땡땡〉, 〈왜〉, 〈그땐 그땐 그땐〉, 〈로미오 & 줄리엣〉, 〈배가 불렀지〉, 〈그대로 있어도 돼〉

## 구성원
| 이름          | 소개 |
| ------------- | --- |
| Simon Dominic | - 본명 : 정기석 - 생년월일 : 1984년 3월 9일(41세) - 출생지 : 대한민국 부산광역시 금정구 구서동 - 학력 : 경주대학교 호텔경영학과 - 포지션 : 래퍼 - 활동기간 : 2009년 ~ 2013년 |
| E SENS        | - 본명 : 강민호 - 생년월일 : 1987년 2월 9일(38세) - 출생지 : 대한민국 경상북도 경산시 - 학력 : 계명대학교 실용음악과 - 포지션 : 래퍼 - 활동기간 : 2009년 ~ 2013년            |

## 음반 목록

### 팀 음반
- EP - Supreme Team Guide To Excellent Adventure (2009년 7월 13일)
- 정규 1집 - Supremier (2010년 3월 18일)
- 리패키지 - Spin Off (2010년 6월 3일)
- 디지털 싱글 - 《왜》 (with. 영준 of 브라운 아이드 소울) (2010년 9월 6일)
- 싱글 - Ames Room (with. 영준 of 브라운 아이드 소울) (2010년 10월 1일)
- 프로젝트 싱글 - 신승훈 20th anniversary with friends Vol. 2 (2010년 10월 15일)
- 디지털 싱글 - Get Ready: 아테나 OST (2011년 1월 4일)
- 디지털 싱글 - Hommage to Quincy Jones (2011년 4월 15일)
- 디지털 싱글 - Thanks 4 The Wait (2013년 3월 19일)

### 개인 음반
사이먼 도미닉
- 2007년 11월 4일 - Lonely Night (디지털 싱글)
- 2008년 6월 4일 - I Just Wanna Rhyme Vol.1 (믹스테이프)
- 2011년 9월 5일 - "히어로" (디지털 싱글)
- 2011년 9월 21일 - "Stay Cool" (디지털 싱글)
- 2011년 10월 7일 - "Simon Dominic Presents 'SNL LEAGUE BEGINS'" (정규 1집 앨범)
- 2012년 3월 30일 - "여섯시 반" (레이디 제인과 합동)
- 2015년 8월 12일 - Simon Dominic (디지털 싱글)
- 2015년 8월 21일 - 1집 "₩ & Only" (미니 앨범)
- 2018년 5월 1일 - "뒤집어버려" (그레이, 박재범, 로꼬와 합동)
- 2018년 6월 15일 - "DARKROOM" (정규 2집 앨범)
- 2018년 7월 25일 - "Me No Jay Park" (디지털 싱글)
- 2018년 10월 30일 - "왈" (디지털 싱글)
- 2019년 8월 14일 - "DAx4" (디지털 싱글)
- 2019년 8월 21일 - "Make Her Dance" (디지털 싱글)
- 2019년 9월 3일 - "화기엄금" (EP)
- 2021년 3월 9일 - "Party Forever" (디지털 싱글)
- 2021년 4월 9일 - "밤이 되면" (로꼬와 합동)
- 2021년 5월 15일 - "RUN AWAY" (모범택시 OST Part.5)
- 2021년 11월 26일 - "WIN" (더솔져스 X 사이먼 도미닉)
- 2022년 9월 19일 - "TTFU" (디지털 싱글), (우원재, 쿠기, 로꼬와 합동)

이센스
- 2004년 5월 21일 - UNCUT, pure !! (플래닛 블랙과 합동)
- 2007년 9월 13일 - Blanky Munn's Unknown Verses (믹스테이프)
- 2008년 3월 27일 - New Blood, Rapper Vol.1 (믹스테이프)
- 2014년 3월 27일 - "I'm Good" (디지털 싱글)
- 2014년 9월 30일 - "Back In Time" (디지털 싱글)
- 2015년 8월 27일 - "The Anecdote" (정규 1집 앨범)
- 2018년 11월 13일 - "MTLA" (디지털 싱글)
- 2019년 7월 4일 - "그XX아들같이" (디지털 싱글)
- 2019년 7월 22일 - "이방인" (정규 2집 앨범)
- 2020년 7월 7일 - "Confirmed" (자이언티와 합동)
- 2020년 8월 27일 - "Marigold Tapes" (EP)
- 2023년 7월 13일 - "저금통" (정규 3집 앨범)
- 202?년 ?월 ?일 - Blanky Munn's Unknown Verses Vol.2 (믹스테이프)

### 노래
- Blue Brand Part 2 - 〈말 좀 해줘〉
- Blue Brand Trauma Part 2 - 〈너 때문이야〉

## 음반 외 활동

### CF
- SK커뮤니케이션즈 네이트 (CM송)
- Mnet X Vans - 이센스 단독 출연
- KM - 이센스 단독 출연

### 예능
- 2009년 KBS 2TV 《이하나의 페퍼민트》
- 2009년 Mnet, KM 《소년소녀 가요백서》
- 2009년 MTV 《모스트원티드》
- 2009년 ETN 《연예스테이션》
- 2009년, 2010년 KBS 2TV 《스타 골든벨》
- 2009년 KBS 2TV 《유희열의 스케치북》 (With 다이나믹 듀오)
- 2009년, 2010년 SBS 《김정은의 초콜릿》[11]
- 2009년, 2010년 EBS 《스페이스 공감》[11]
- 2010년 SBS 《도전! 1000곡》
- 2010년 KBS 2TV 《1 대 100》[12]
- 2010년 Mnet 《비틀즈 코드》 (With 유리상자)
- 2010년 TRENDY 《더 뮤지트》
- 2010년 MBC 《2010 청춘 알까기 제왕전》
- 2010년 MBC 《아름다운 이들을 위한 콘서트》 1회
- 2010년, 2011년 KBS 2TV 《유희열의 스케치북》
- 2010년 ~ 2011년 KBS 2TV 《스쿨 버라이어티 백점만점》 - 사이먼 도미닉은 고정 출연, 이센스는 2회에만 출연
- 2011년 KBS 2TV 《연예인 복불복 마라톤 대회》
- 2011년 tvN 《eNEWS》[13]
- 2011년 Mnet 《엠루트》 (With 가리온, 팔로알토, 비프리)

## 수상 경력
- 2009년 MAMA (Mnet Asia Music Awards) 남자 그룹 부분 신인상 수상
- 2010년 M.net 20's Choice 가장 영향력 있는 스타 20인
- 2010년 골든디스크 HipHop 상

## 이름
Supreme Team이라는 이름은 원래 현 247의 멤버인 Big Tray가 이전에 속해있던 팀에서 쓰던 이름으로, E-Sens가 이후 이 팀 이름이 맘에 들어 쓰려고 하자 Big Tray가 300만원을 요구하였다는 일화가 있다.